# RFC Tournai
Az RFC Tournai belga labdarúgócsapat Tournai városában, Hainaut tartományban. A klub az R. Union Sportive Tournaisienne (26-os matricule) és az R.R.C. Tournaisien (36-os matricule) egyesülésével jött létre 2002-ben. A klub a 26-os matriculét viseli, és jelenleg a belga másodosztály tagja.

## Története

### R. Union Sportive Tournaisienne
A Union Sportive Tournaisienne-t 1902-ben alapították, és egy évvel később lett a Belga labdarúgó-szövetség tagja. A belga másodosztály tagja volt a sorozat 1910-es alapítása óta. A klub akkor volt a csúcson, amikor egyetlen szezon erejéig a belga élvonal tagja lehetett az 1951–1952-es kiírásban.  Utolsó helyen végeztek három győzelemmel és 16 ponttal. 2001-ben a Tournai megnyerte a Promotion A-t, és egyesült a Racinggal, így az új, RFC névre hallgató klub a harmadosztályban indulhatott.

### RFC Tournai
A Tournai egy szép eredménynek számító 6. helyet szerzett kezdésnek 2003-ban, Tournai egy szép 6. hellyel kezdett 2003-ban, de a következő szezonban nem tudta elkerülni a kiesést:a 16 csapatos ligában 15. lett. 2005-ben megnyerték a Promotion A-t. 2007. november 24-én Thierry Pister-t nevezték ki a csapat vezetőedzőjének.

## Jelenlegi keret
2013. október 18. szerint
| # |     | Poszt | Név               |
| - | --- | ----- | ----------------- |
|   | BEL | K     | Christophe Martin |
|   | BEL | K     | Antoine Havez     |
|   | BEL | K     | Florent Cammers   |
|   | BEL | V     | Fabien Delbeeke   |
|   | FRA | V     | Loïc Leclercq     |
|   | BEL | V     | Loïc Delval       |
|   | BEL | V     | Marvin Foucart    |
|   | FRA | V     | Romain Ribeiro    |
|   | BEL | V     | Maxence Delval    |
|   | BEL | KP    | Bastien Chantry   |
|   | BEL | KP    | Jonathan Delannoy |

| # |     | Poszt | Név                   |
| - | --- | ----- | --------------------- |
|   | BEL | KP    | Julien Desire         |
|   | FRA | KP    | Gregory Ferreira Lino |
|   | BEL | KP    | Brecht Verbrugghe     |
|   | BEL | KP    | Jérémie Cremers       |
|   | BEL | KP    | Volkan Ozen           |
|   | BEL | KP    | Steven Grammens       |
|   | FRA | KP    | Geoffrey Cabaye       |
|   | BEL | KP    | Joris Urbain          |
|   | BIH | CS    | Adnan Custovic        |
|   | BEL | CS    | Tom Delangre          |
|   | BEL | CS    | Julien Colinet        |

Stáb
Vezetőedző
- Mickael Browaeys

Segédedző
- Fabien Delbeeke

Kapusedző
- Christophe Martin

Csapatvezető
- Abdel Araci

## Sikerek
Challenge League
- Győztes (1): 1950–51

Third Division
- Győztes (2): 1947–48, 2006–07

Fourth Division
- Győztes (4): 1957–58, 1979–80, 2001–02, 2004–05

## Korábbi edzők
- 2007-2008  Jean-Marc Varnier,  Thierry Pister
- 2008-2009  Gerrit Laverge
- 2009-2010  Christophe Denie,  Alexandre Czerniatynski
- 2010-2011  Casimir Jagiello,  Patrick Asselman,  Jean-Luc Delanghe
- 2011-2012  Michel Wintacq
- 2012-2013  Gerrit Laverge,  Mickael Browaeys
- 2013-2014  Mickael Browaeys,  Fabien Delbeeke

## Ismertebb játékosok
- Jordan Faucher (2011-2012)

### Magyar vonatkozások
- Souleymane Youla innen igazolt a Budapest Honvéd csapatába 2014 nyarán.

## Fordítás
Ez a szócikk részben vagy egészben  a   R.F.C. Tournai című angol Wikipédia-szócikk fordításán alapul.  Az eredeti cikk szerkesztőit annak laptörténete sorolja fel. Ez a jelzés csupán a megfogalmazás eredetét és a szerzői jogokat jelzi, nem szolgál a cikkben szereplő információk forrásmegjelöléseként.

## Külső hivatkozások
- Belga klubcsapatok történelme Archiválva 2015. november 1-i dátummal a Wayback Machine-ben
- RSSSF archív élvonalbeli és másodosztályú tabellák
- DICTIONNAIRE DES CLUBS AFFILIES A L'URBSFA DEPUIS 1895
- Weltfußball archívum
- Foot.dk Archiválva 2014. július 14-i dátummal a Wayback Machine-ben
- Soccerway
- A klub ultráinak oldala